# Okány
Okány è un comune dell'Ungheria di 2 993 abitanti (dati 2001) . È situato nella contea di Békés.